# Kenneth Hansen
Kenneth Hansen (Haderslev, 7 oktober 1991) is een Deens veldrijder.
Hij reed in 2012 in voor Christina Watches-Onfone, samen met onder anderen Michael Rasmussen. Hansen is veelvoudig nationaal veldritkampioen.

## Veldrijden
| Seizoen   | Wereldbeker | Superprestige | GvA Trofee/bpost bank trofee | WK  | EK  | DK     | Overige | Totaal aantal zeges |
| --------- | ----------- | ------------- | ---------------------------- | --- | --- | ------ | ------- | ------------------- |
| 2009-2010 |             |               |                              |     |     | Brons  |         | 0                   |
| 2010-2011 |             |               |                              |     |     | Goud   |         | 1                   |
| 2011-2012 |             |               |                              |     |     | Goud   |         | 1                   |
| 2012-2013 |             |               |                              |     |     | Goud   |         | 1                   |
| 2013-2014 |             |               |                              | 44e |     | Zilver |         | 0                   |
| 2014-2015 |             |               |                              | 30e |     |        |         | 0                   |
| 2015-2016 |             |               |                              |     | 33e | Zilver |         | 0                   |

### Jeugd
Deens kampioen: 2009 (junioren)

## Ploegen
- 2012 –  Christina Watches-Onfone